# Matière nucléaire
Pour la matière nucléaire en physique, voir Matière nucléaire (physique).
Une matière nucléaire est un isotope fissible, fertile ou fusible. Les matières nucléaires font l'objet de protections nationales et internationales contre la perte, le vol, le détournement ou tout acte visant à les altérer, les détériorer ou les disperser.

## Définition
Selon les normes internationales de l'industrie nucléaire, les matières nucléaires sont distinctes des substances radioactives telles que les déchets radioactifs.
Au niveau international, les statuts de l'Agence internationale de l'énergie atomique (AIEA) précisent que les matières nucléaires sont : le plutonium contenant moins de 80 % de plutonium 238, l'uranium enrichi en uranium 235 ou uranium 233.
En France, les matières nucléaires sont définies par l'article R.1333-1 du code de la Défense. Ce sont les éléments susceptibles d'être utilisés, directement ou indirectement, pour la fabrication d'une arme nucléaire à fission, à savoir le plutonium, l'uranium et le thorium ; ou à fusion, à savoir le deutérium, le tritium et le lithium 6.

## Contrôle
En France, l'Article R1333-1 vise la « protection des matières nucléaires contre la perte, le vol, le détournement ou tout acte visant à les altérer, les détériorer ou les disperser ». Il concerne par extension les installations où ces matières sont détenues, aux dispositifs de sécurité qui les équipent et à ceux qui sont utilités pour leur transport.
Les autorités françaises chargées de l'application et du contrôle de cette réglementation sont le département de la sécurité nucléaire (DSN) du service du Haut fonctionnaire de défense et de sécurité du ministère chargé de l’Énergie ainsi que la direction de la protection des installations, moyens et activités de la défense (DPID) du ministère de la Défense[réf. nécessaire]. 